# Barbière-Insel
Die Barbière-Insel (französisch Île Barbière) ist die südlichste Insel im Wilhelm-Archipel vor der Westküste des Grahamlands im Norden der Antarktischen Halbinsel. Sie liegt vor dem südlichen Ende der Petermann-Insel.
Teilnehmer der Fünften Französischen Antarktisexpedition (1908–1910) kartierten sie. Expeditionsleiter Jean-Baptiste Charcot benannte sie nach M. Barbière, der als Hafeningenieur im brasilianischen Recife der Forschungsreise im Jahr 1910 behilflich war.